# 哈特縣 (喬治亞州)
哈特縣（英語：Hart County）是美國喬治亞州東北部的一個縣，東鄰南卡羅萊納州。面積664平方公里。根据美國2000年人口普查，共有人口22,997人。縣治哈特韋爾（Hartwell）。
成立於1853年12月7日。縣名紀念美國獨立戰爭時期女英雄南茜·摩根·哈特（Nancy Morgan Hart）。